# Valeria Jara
Valeria Jara (8 de julio de 1993) es una deportista argentina  que compite en atletismo adaptado, especialista en las disciplinas 100 m planos, 200 m planos, 400 m planos, 800 m planos, 1500 m planos y 5000 m planos.
Fue parte del conjunto femenino mexicano que asistió a los Juegos Parapanamericanos de 2011 realizados en Guadalajara donde recibió la medalla de plata en los 100 m planos y dos medallas de bronce en los 400 m planos y 5000 m planos dentro de la categoría T54.